# Franche-Comté (ancienne région administrative)
Cet article concerne l'ancienne région administrative. Pour la région culturelle et historique, voir Franche-Comté. Pour les homonymes, voir Franche-Comté (homonymie).
1982–2015
Entités précédentes :
- Création

Entités suivantes :
- Région Bourgogne-Franche-Comté

La région Franche-Comté est une ancienne collectivité territoriale de l'est de la France ayant existé de 1982 à 2015. Il s'agissait d'une région française dont la préfecture était Besançon qui était aussi le siège du conseil régional de Franche-Comté. Elle regroupait les quatre départements du Doubs, du Jura, de la Haute-Saône et du Territoire de Belfort.
Le 1er janvier 2016, elle a fusionné avec la région Bourgogne pour former la région Bourgogne-Franche-Comté.